# Carlowrightia
Genre
Classification APG III (2009)
Carlowrightia est un genre de plantes à fleurs de la famille des Acanthaceae qui regroupe huit espèces.

## Liste d'espèces
- Carlowrightia arizonica Gray
- Carlowrightia linearifolia (Torr.) Gray
- Carlowrightia mexicana Henrickson et Daniel
- Carlowrightia parviflora (Buckl.) Wasshausen
- Carlowrightia parvifolia Brandeg.
- Carlowrightia serpyllifolia Gray
- Carlowrightia texana Henrickson et Daniel
- Carlowrightia torreyana Wasshausen